# 고다미
고다미(1984년 5월 2일 ~ )는 대한민국의 배우이다.
사실상 은퇴한 상태다

## 학력
- 수원여자대학 연기영상과

## 출연작

### 드라마
- 《라디오 야설극장 색녀유혼》(2008년, 채널CGV) - 왕보조 역
- 《로맨스 헌터》 (2007년, tvN) - 수연 역

### 영화
- 《핑크토끼》 (2009년) - 다혜 역
- 《내 사랑 유리에》 (2008년) - 유리에 역
- 《묘도야화》 (2007년)
- 《우리동네》 (2007년) - 맛사지 아가씨 역
- 《내 여자의 남자친구》 (2007년) - 지연 역